# (26609) 2000 FQ34
2000 أف كيو 34 (ويعرف أيضًا باسم (26609) 2000 أف كيو 34 وفق تسمية الكوكب الصغير) (بالإنجليزية: 2000 FQ34)‏ هو كويكب ضمن حزام الكويكبات؛ وترتيبه 26609 من حيث الاكتشاف.
اكتُشف هذا الجُرم الفلكي بواسطة بحث لنكولن عن الكويكبات القريبة من الأرض في 29 مارس 2000.

## وصلات خارجية
- (26609) 2000 FQ34 في قاعدة بيانات مختبر الدفع النفاث لأجرام النظام الشمسي الصغيرة

- الاكتشاف · مخطط المدار ·  العناصر المدارية · المعلمات المادية

- (26609) 2000 FQ34 على موقع ويكي سكاي: DSS2, SDSS, GALEX, IRAS, Hydrogen α, X-Ray, Astrophoto, Sky Map, Articles and images